# Niger na Letnich Igrzyskach Olimpijskich 1964
Niger na Letnich Igrzyskach Olimpijskich 1964 reprezentował 1 zawodnik (mężczyzna). Nie zdobył on żadnego medalu na tych igrzyskach.

## Boks
Issaka Daboré - 5 miejsce